# Isaac-Joseph Berruyer
Isaac-Joseph Berruyer (Rouen, 7 novembre 1681 – Parigi, 18 febbraio 1758) è stato un gesuita, storico, scrittore ed erudito francese.

## Biografia
Nato a Rouen il 7 novembre 1681, Berruyer entrò nella Compagnia di Gesù nel 1697. Dopo aver insegnato a lungo belle lettere, si ritirò nella casa professa dei gesuiti a Parigi, dove morì il 18 febbraio 1758. 

## Opere
L'opera più celebre di Berruyer è l'Histoire du peuple de Dieu depuis son origine jusqu'à la venue du Messie (voll. 7, Parigi 1728), più volte riedita, e tradotta in tedesco, italiano, spagnolo e polacco. Una seconda edizione riveduta ed aumentata fu pubblicata a Parigi nel 1733. Nel 1753 Berruyer pubblicò la seconda parte dell'opera: Histoire du peuple de Dieu depuis la naissance du Messie jusqu'à la fin de la Synagogue (Parigi 1753), e nel 1757 la terza: Histoire du peuple de Dieu ou paraphrase des Épîtres des Apôtres (voll. 2, Lione 1757). L'opera di Berruyer suscitò aspre polemiche: l'autore fu accusato di avere una malcelata simpatia per il pelagianesimo e il nestorianesimo, di avere raccontato la storia sacra con toni romanzeschi e di avere aderito alle controverse opinioni del confratello Jean Hardouin. L'opera fu condannata da vari vescovi, dai superiori dell'Ordine, dalla Sorbona, dal Parlamento di Parigi e infine messa all'Indice dei libri proibiti. La prima parte fu messa all'Indice il 27 maggio 1732; la seconda il 3 dicembre 1754; la terza il 24 aprile 1758. Un'edizione corretta della prima parte, approvata dai censori romani, fu pubblicata a Besançon nel 1828.